# Miloš Milojević
Miloš Milojević, född 29 september 1982, är en serbisk fotbollstränare. Han är sedan 2023 huvudtränare i Al Wasl. Han var den 7 januari till den 29 juli 2022 huvudtränare i Malmö FF.

## Karriär
Den 13 juni 2021 blev Milojević anställd som ny huvudtränare i Hammarby IF efter att Stefan Billborn blivit avskedad. Han skrev på ett 3,5-årskontrakt med klubben. Den 13 december 2021 meddelade Hammarby att Milojevic blivit avskedad.
Den 7 januari 2022 presenterades Milojević som ny huvudtränare i Malmö FF. Han blev efter bristande sportsliga framgångar även sparkad från Malmö FF. Kort efter sitt avsked från Malmö så blev det klart att han tar över som huvudtränare för Röda stjärnan Belgrad, en klubb han tidigare arbetat som assisterande tränare. Milojevic ledde klubben till både cup- och ligatiteln under säsongen 2022/2023.
I juni 2023 tog Milojević över som huvudtränare i Al Wasl.

## Meriter
Malmö FF
- Svensk cupmästare: 2022

Röda stjärnan Belgrad
- 1:a i Serbiska superligan 2019/2020
- 1:a i Serbiska cupen 2020/21

Mjällby AIF
- 1:a i Superettan 2019
- 1:a i Division 1 Södra 2018

Víkingur
- 2:a i Isländska ligacupen 2016